# Ilha Matthew
A ilha Matthew (em inglês:  Matthew Island) é uma pequena ilha vulcânica desabitada localizada no sul do Oceano Pacífico, cuja soberania é exercida pela França, o que é considerado parte da Nova Caledônia, embora seja disputada por Vanuatu, que considera parte da província de Tafea.
A ilha tem uma área de apenas 0,7 km² e uma altitude de 177 m, um vulcão cuja última erupção foi em 1956 e está localizado na latitude 22,33 S, longitude 171,32 E.
A ilha foi descoberta em 27 de maio de 1788 pelo capitão britânico Thomas Gilbert, comandando o Charlotte, que nomeou em homenagem ao proprietário da embarcação. 
A ilha é na realidade formada por dois ilhéus cónicos e rochosos unidos por um istmo de 200 metros de largura. A parte ocidental é de lava e escória, com um pico de 177 metros de altitude, e a parte oriental de basalto, com um pico de 142 metros. Ainda há atividade vulcânica na ilha com fumarolas de enxofre nas crateras de sudeste. A forma da ilha parece mudar durante o último século, desde que foi descrito como tendo um só pico, antes da segunda guerra mundial. As últimas erupção do vulcão da ilha Matthew ocorreram, por ordem cronológica decrescente, em 1976?, 1966?, 1956, 1954, 1949 e 1828?.